# Schadenversicherung
Die Schadenversicherung (auch: Schadensversicherung) ist ein Versicherungsvertrag, durch den der Versicherer verpflichtet wird, den durch den Versicherungsfall eingetretenen Vermögensschaden des Versicherungsnehmers zu ersetzen (§ 1 Abs. 1 Satz 1 VVG). 
Die Schadenversicherung ist auf Deckung eines Schadens gerichtet, wobei die vereinbarte Versicherungsleistung oder die tatsächliche Schadenshöhe regelmäßig die Obergrenze der Entschädigung bilden. Absolute Obergrenze ist die Versicherungssumme.   
Bei der Schadenversicherung wird zwischen folgenden Varianten unterschieden:  
- Unbegrenzte Interessenversicherung
- Erstrisikoversicherung
- Vollwertversicherung
- Bruchteilversicherung,
- Versicherungsformen mit Franchisen[2]

Beispiele für Schadenversicherung sind die Haftpflichtversicherung, Feuerversicherung, Hagelversicherung, Tierversicherung, Transportversicherung,  oder Reisegepäckversicherung. Auf alle diese Schadenversicherungen sind die Vorschriften der §§ 74 ff. VVG anzuwenden.  
Das Gegenstück zur Schadensversicherung stellt die Summenversicherung dar, bei der eine fixe Versicherungssumme festgelegt wird.
Das Bereicherungsverbot verbietet eine ungerechtfertigte Bereicherung des Versicherungsnehmers durch die Versicherungsleistung (Ausnahmen: Neuwertversicherung, feste Taxe und vereinbartes höheres Leistungsversprechen des Versicherers).